# Gmina Wiązów
Die Gmina Wiązów ist eine Stadt- und Landgemeinde im Powiat Strzeliński der Woiwodschaft Niederschlesien in Polen. Ihr Verwaltungssitz befindet sich in der Wiązów (deutsch Wansen) mit 2335 Einwohnern (2016).

## Geographie
Die Stadt liegt in Niederschlesien an der Oława (Ohle), etwa zwölf Kilometer nordöstlich von Strzelin (Strehlen).

## Städtepartnerschaften
- Bielefeld, Deutschland

## Gemeinde
Zur Stadt- und Landgemeinde Wiązów gehören, neben der Stadt, weitere 26 Dörfer (deutsche Namen bis 1945) mit einem Schulzenamt:
| - Bryłów (Breile) - Bryłówek (Deutsch Breile) - Częstocice (Günthersdorf) - Gułów (Gaulau) - Janowo (Johnwitz) - Jaworów (Jauer) - Jędrzychowice (Höckricht) - Jutrzyna (Marienau) - Kalina (Ruppersdf.-Chamotte-Fbr.) - Kalinowa (Kallen) - Kłosów (Klosdorf) - Kowalów (Hermsdorf) - Krajno (Krain) | - Księżyce (Knischwitz) - Kucharzowice (Köchendorf) - Kurowskie Chałupy (Kauerhäuser) - Kurów (Klein Kauern, 1934–1945 Kauern) - Łojowice (Louisdorf) - Miechowice Oławskie (Mechwitz) - Ośno (Krausenau) - Stary Wiązów (Alt Wansen) - Wawrzęcice (Lorzendorf) - Wawrzyszów (Lorenzberg) - Witowice (Weigwitz) - Wyszonowice (Ruppersdorf) - Zborowice (Spurwitz) |